# Nueva Acción Pública
La Nueva Acción Pública (NAP) fue un partido político chileno de ideología socialista, creado en 1931, y que dos años más tarde fue uno de los partidos que dio origen al Partido Socialista de Chile.

## Historia
Sus principales fundadores fueron el comodoro del aire, Marmaduke Grove Vallejos y el Gran Maestre de la masonería, Eugenio Matte Hurtado, el líder sindical Carlos Alberto Martínez y Alberto Patiño. 
Su ideología y pensamiento políticos provenían de los grupos de obreros masones de fines del siglo XIX y de las nuevas corrientes socialistas  de carácter internacionalista mezcladas con tendencias indoamericanistas provenientes del debate latinoamericano. Tuvo vínculos de mutua colaboración con el Partido Aprista Peruano (PAP), formado en Lima por Víctor Raúl Haya de la Torre y sus seguidores en 1930, cuyos militantes se refugiaron mayoritariamente en Chile en esa década, cuando fueron perseguidos por las dictaduras de Luis Miguel Sánchez Cerro (1931-1933) y Óscar R. Benavides (1933-1939).
Los «napistas» formaron parte del gobierno después del derrocamiento de Juan Esteban Montero el 4 de junio de (1932) cuando se declaró la República Socialista, que duró escasos 12 días y que unió a estos socialistas con militares democráticos como Marmaduque Grove Vallejos e ibañistas (pro-sindicalistas) militares y civiles como Carlos Dávila.
En abril de 1933 la NAP, junto con otros grupos de la misma tendencia como la Orden Socialista (OS), el Partido Socialista Marxista (PSM) y la Acción Revolucionaria Socialista (ARS) formaron el Partido Socialista de Chile.

## Resultados electorales

### Elecciones parlamentarias
| Elección | Diputados | Diputados       | Diputados | Senadores | Senadores  | Senadores |
| Elección | Votos     | % de votos      | Escaños   | Votos     | % de votos | Escaños   |
| -------- | --------- | --------------- | --------- | --------- | ---------- | --------- |
| 1932     | 9760      | \| \| 2,99 % \| | 3/142     | s/i       |            | 1/45      |
|          | 2,99 %    |                 |           |           |            |           |